# Penn & Teller: Fool Us
Penn & Teller: Fool Us is een Engels/Amerikaans televisieprogramma. Het is een talentenjacht waarin goochelaars een truc opvoeren. Als Penn & Teller niet weten hoe de truc werkt, wint de goochelaar een reis naar Las Vegas en mag daar optreden als openingsact voor de show van Penn & Teller.
De eerste twee seizoenen werden gepresenteerd door Jonathan Ross. Van seizoen drie tot en met negen is Alyson Hannigan de presentatrice. Vanaf seizoen 10 is de presentatie in handen van Brooke Burke. Het eerste seizoen werd gefilmd in de Fountain Studios in Londen, de volgende seizoenen in het Penn & Teller-theater in Las Vegas.
Ondanks de goede kijkcijfers besloot ITV de show te stoppen na het eerste seizoen. In de zomer van 2014 werden herhalingen zodanig goed gekeken dat The CW besloot om toch een nieuw seizoen te produceren. Het tweede seizoen was het best bekeken programma op dat tijdstip vergeleken met de voorgaande vijf jaar.

## Format
In elke aflevering worden vier goochelaars voorgesteld die een truc opvoeren. Na elke truc gaan Penn & Teller kort in onderling overleg, soms controleren ze de hulpmiddelen van de goochelaar. Hierna vertellen ze hoe de goochelaar de truc volgens hen heeft uitgevoerd. Om de geheimen van een truc niet te verklappen aan het publiek gebruiken ze hierbij cryptische omschrijvingen, jargon of een tekening die alleen de kanditaat te zien krijgt. Als ze niet weten op welke manier de truc is uitgevoerd, wint de kandidaat een optreden als voorprogramma van de show van Penn & Teller. Een aflevering sluit af met een truc van Penn & Teller zelf.

## Seizoenen
| Seizoen | Afleveringen | Eerste uitzending | Laatste uitzending |
| ------- | ------------ | ----------------- | ------------------ |
| 1       | 9            | 7 januari 2011    | 28 augustus 2011   |
| 2       | 13           | 6 juli 2015       | 5 oktober 2015     |
| 3       | 13           | 13 juli 2016      | 16 september 2016  |
| 4       | 13           | 13 juli 2017      | 2 oktober 2017     |
| 5       | 13           | 25 juni 2018      | 1 oktober 2018     |
| 6       | 14           | 17 juni 2019      | 29 november 2019   |
| 7       | 28           | 22 juni 2020      | 12 maart 2021      |
| 8       | 14           | 1 oktober 2021    | 4 maart 2022       |
| 9       | nog onbekend | 14 oktober 2021   | nog onbekend       |